# Jacob August Hausmeister
Jakob August Hausmeister (* 6. Oktober 1806 in Stuttgart; † 17. April 1860 in Straßburg) war ein deutscher evangelischer Pfarrer jüdischer Herkunft, der ab 1825 in der Judenmission tätig war. 

## Leben
Jakob Hausmeister sollte ursprünglich Uhrmacher werden. In Stuttgart begann er, evangelische Gottesdienste zu besuchen, insbesondere die Predigten von Ludwig Hofacker führten dann zu seiner Bekehrung zum Christentum. Am 30. November 1825 fand die Taufe in Esslingen statt. Anschließend ging er nach Basel, wo er bei der Basler Mission unter anderem von Christian Gottlieb Blumhardt ausgebildet wurde. 1831 trat er in den Dienst der britischen London Jews Society (LJS). Nach kurzer Ausbildungszeit in London wurde er ab Oktober 1832 in Straßburg aktiv. 1835 heiratete er Luise, die Tochter seines Amtsbruders Johann Peter Goldberg. Er taufte über 50 Juden, unter anderem den späteren LJS-Missionar James Baruch Crighton-Ginsburg. 
Hausmeister starb am 17. April 1860 in Straßburg.

## Quelle
- Karl Friedrich Ledderhose: Hausmeister, Jakob August. In: Allgemeine Deutsche Biographie (ADB). Band 11, Duncker & Humblot, Leipzig 1880, S. 99 f. Online-Version

| Personendaten    | Personendaten                                |
| ---------------- | -------------------------------------------- |
| NAME             | Hausmeister, Jacob August                    |
| ALTERNATIVNAMEN  | Hausmeister, Jakob August                    |
| KURZBESCHREIBUNG | schwäbischer und elsässischer Judenmissionar |
| GEBURTSDATUM     | 6. Oktober 1806                              |
| GEBURTSORT       | Stuttgart                                    |
| STERBEDATUM      | 17. April 1860                               |
| STERBEORT        | Straßburg                                    |